# Saint-Vincent-la-Commanderie
Saint-Vincent-la-Commanderie este o comună în departamentul Drôme din sud-estul Franței. În 2009 avea o populație de 414 de locuitori.

## Evoluția populației
| An        | 1975 | 1982 | 1990 | 1999 | 2006 | 2009 |
| --------- | ---- | ---- | ---- | ---- | ---- | ---- |
| Populație | 213  | 229  | 318  | 391  | 410  | 414  |